# Kıyıköy, Gümüşova
Kıyıköy là một xã thuộc huyện Gümüşova, tỉnh Düzce, Thổ Nhĩ Kỳ. Dân số thời điểm năm 2010 là 811 người.